# Tennesseeský mimochodník

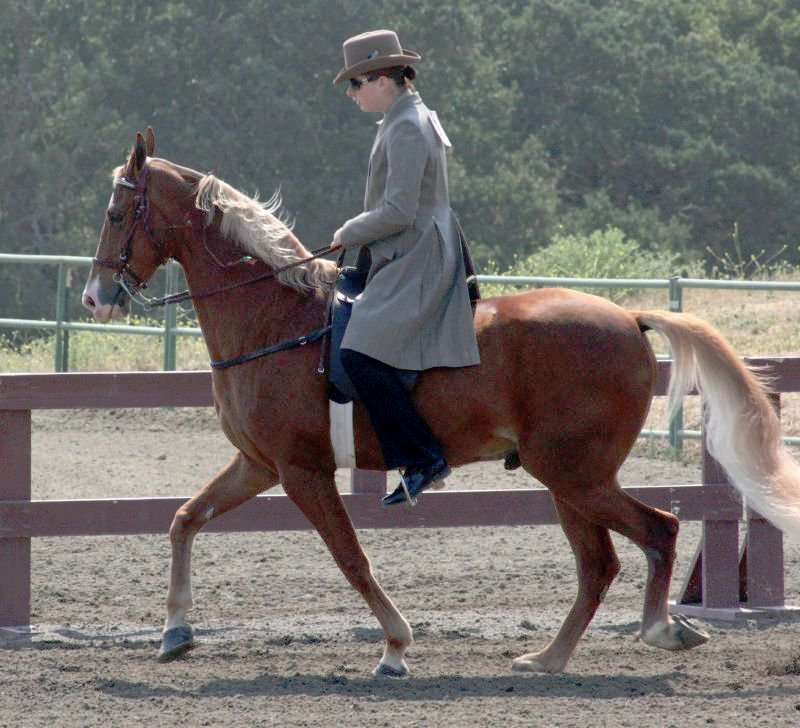
Tennesseeský mimochodník

Tennesseeský mimochodník je plemeno koně, které pochází z jihu USA (stát Tennessee).

## Historie
Toto plemeno vzniklo v polovině 19. století. Původně to měl být všestranný kůň pro orbu i jízdu, schopný překonávat velké vzdálenosti, především kvůli plantážníkům. Ti potřebovali lehkého ovladatelného koně, který by ušel či uběhl dlouhé vzdálenosti a se kterým by snadno kontrolovali úrodu. Jeho předci byli pravděpodobně španělský kůň, anglický plnokrevník, morgan, americký klusák a americký jezdecký kůň.

## Zbarvení
- Hnědák
- Vraník
- Ryzák
- Bělouš

i jiná zbarvení (nepovolují se strakoši)

## Charakter
Je to bystrý, ochotný, vytrvalý, společenský a laskavý kůň s milou povahou, který je vhodný jak pro děti tak i pro začínající jezdce. Má pověst nejdobromyslnějšího koně na světě.

## Exteriér
Hlava má rovný profil a špičaté uši. Silný krk je mírně klenutý, hřbet je pevný a poměrně rovný. Ocas bývá po americku upravován tak, aby byl nesen vysoko. když kůň stojí, všimnete si, že přední i zadní nohy nejsou pod tělem - přední pár před tělem, zadní za tělem. Když se potom kůň kříží s jinými plemeny nebo s neplemennými koňmi, bývají přední nohy už pod tělem, zadní ale většinou zůstávají vytočené dozadu. Celkovým dojmem působí jako elegantní a silný kůň. Hůlková výška je 148 - 170 cm.

## Soutěžní chody
- mimochod - pomalý čtyřdobý chod (zadní noha překračuje stejnostranou přední, hlava se charakteristicky kývá)
- rychlý mimochod - 13 - 18 km/h (zadní noha překračuje stejnostranou přední o 30 - 50 cm)
- vysoký houpavý cval

## Chovatelská organizace
V roce 1935 vznikla v Lewisburgu u Tennessee Asociace chovatelů tennessijského mimochodníka.